# Jagare
Jagare (szerbül: Јагаре), település Banja Luka községben, Bosznia-Hercegovinában, Bosanska krajina területén, a Szerb Köztársaságban. 

## Fekvése
Bosznia-Hercegovina északi részén, Banja Luka központjától légvonalban 7, közúton 11 km-re délre, a Száva jobb oldali mellékfolyójának, az Orbásznak a völgyében és tőle keletre, 200-550 méteres magasságban, a Ponirnak is nevezett Bjeljavina-hegység nyugati lejtőin fekszik, melynek a Banja Luka felől is jól látható oldalán hatalmas erdők találhatók, amelyeket patakok és szurdokok kereszteznek. Az utóbbi időben Ponirt a lakók kitelepülése miatt meglehetősen elhanyagolták. A Ponir területén a múltban számos rét és legelő volt. Manapság ezeken a területeken erdei növényzet nőtt.

## Népessége
| Nemzetiségi csoport | Népesség 1991 | Népesség 2013 |
| ------------------- | ------------- | ------------- |
| Szerb               | 1172          | 1291          |
| Bosnyák             | 54            | 23            |
| Horvát              | 3             | 8             |
| Jugoszláv           | 33            | 1             |
| Egyéb               | 7             | 7             |
| Összesen            | 1269          | 1330          |

## Története
A Ponir-hegység, a város melletti hegyvonulatként különleges szerepet tölt be Banja Luka történetében, mert megközelíthetetlensége miatt a hadak gyakran megkerülték, ezért átmeneti menedékül szolgált a városi és a környező lakosságnak. A hegység jelentős szerepet játszott 1737 augusztusában is az oszmán erők hátterében az osztrák támadás elleni harcban.
A település 1878-ig tartozott az Oszmán Birodalomhoz, ekkor a berlini kongresszus határozata alapján az Osztrák-Magyar Monarchia része lett. 1879-ben az első osztrák-magyar népszámlálás során a Banja Luka-i járáshoz tartozó településnek 38 háztartása, 239 ortodox és 6 muszlim lakosa volt. 1910-ben a Banja Luka-i járáshoz tartozó településen 87 háztartást, 574 ortodox és 15 muszlim lakost találtak. A monarchia szétesésével 1918-ban előbb a Szerb-Horvát-Szlovén Királyság, majd 1929-től a Jugoszláv Királyság része. 1921-ben a községnek 102 háztartása és 668 lakosa volt. Az 1929-es törvény értelmében, amikor Bosznia-Hercegovinát négy banovinára, Drinskára, Vrbaskára, Zetskára és Primorskára osztották, ahol Jagare a Vrbaska banovina része lett, amelynek székhelye Banja Luka volt. Jugoszlávia megszállása után a Független Horvát Állam (NDH) része lett. A második világháború idején jelentős partizánmozgalom volt a Ponirban. Jagarében van egy emlékmű, amelyen az van írva, hogy valamikor Đuro Pucar - Stari főhadiszállása volt. Poniron partizánrádió is működött. A második világháború után a szocialista Jugoszláviához tartozott. A daytoni békeszerződést követő területfelosztásnál Banja Luka község részeként a Szerb Köztársaság területéhez került.

## Nevezetességei
A Legszentebb Istenanya leple tiszteletére szentelt ortodox temploma.